# 快速成型

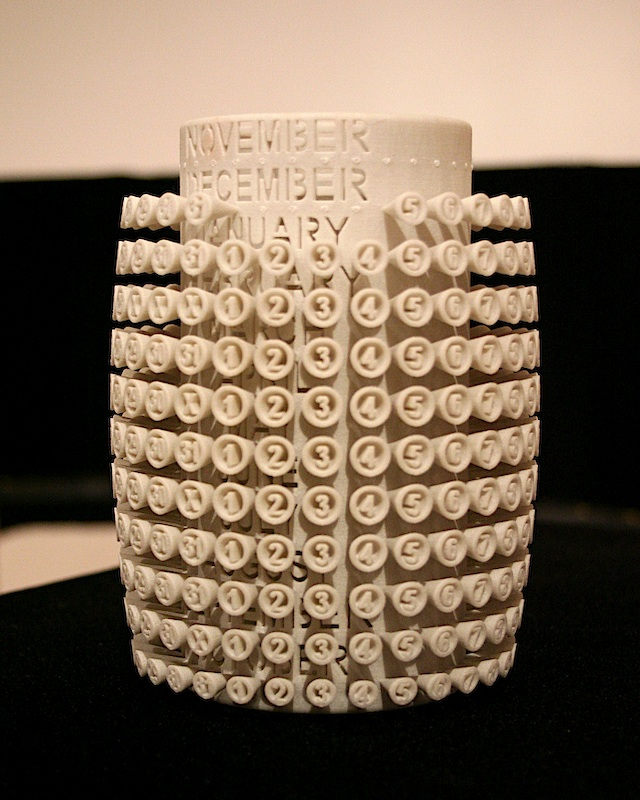
使用快速成型技术生成的精致模型

快速成型或快速成形（英語：Rapid prototyping，RP）是一种快速生成模型或者零件的制造技术。在计算机控制与管理下，依靠已有的CAD数据，采用材料精确堆积的方式，即由点堆积成面，由面堆积成三维，最终生成实体。依靠此技术可以生成非常复杂的实体，而且成型的过程中无需模具的辅助。

## 发展历史
对于快速成型技术的研究始于1970年代，但是直到1980年代末才逐渐出现了成熟的制造设备。美国3M公司的Alan J.Herbert（1982年）、日本名古屋市工业研究所的小玉秀男（1980年）、美国UVP公司的Charles W. Hull（1984年）、日本大阪工业技术研究所的丸谷洋二（1984年），各自独立地提出了快速成型的技术设想，实现的材料和方式有差异，但均以多层叠加并固化来产生实体。在1986年，Charles W. Hull在美国获得了光固化立体造型设备（SLA）的专利，标志着快速成型技术即开始进入实用阶段，在设计领域及汽车工业上有广泛应用。

## 技术原理

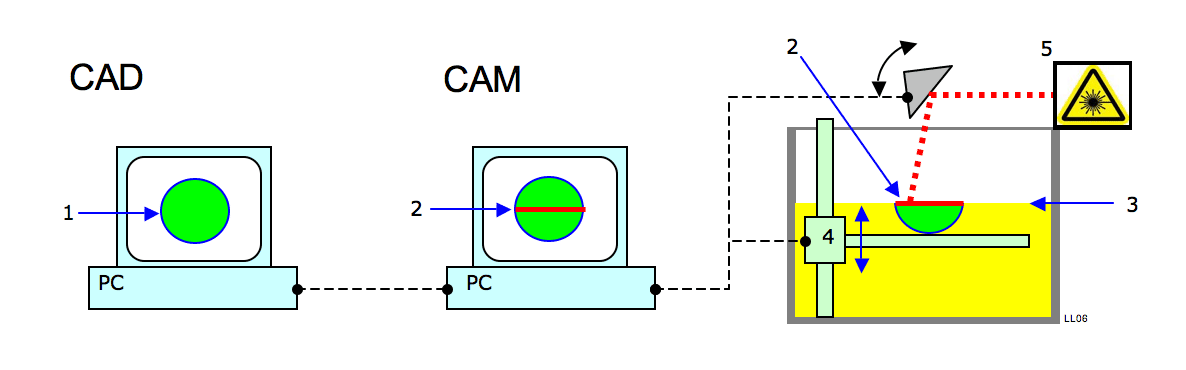
快速成型过程示意图（使用SLA工艺） 1.在计算机中建立的实体造型 2.实体造型中的一层 3.通过聚合反应生成的一层实体 4.平台 5. 激光器

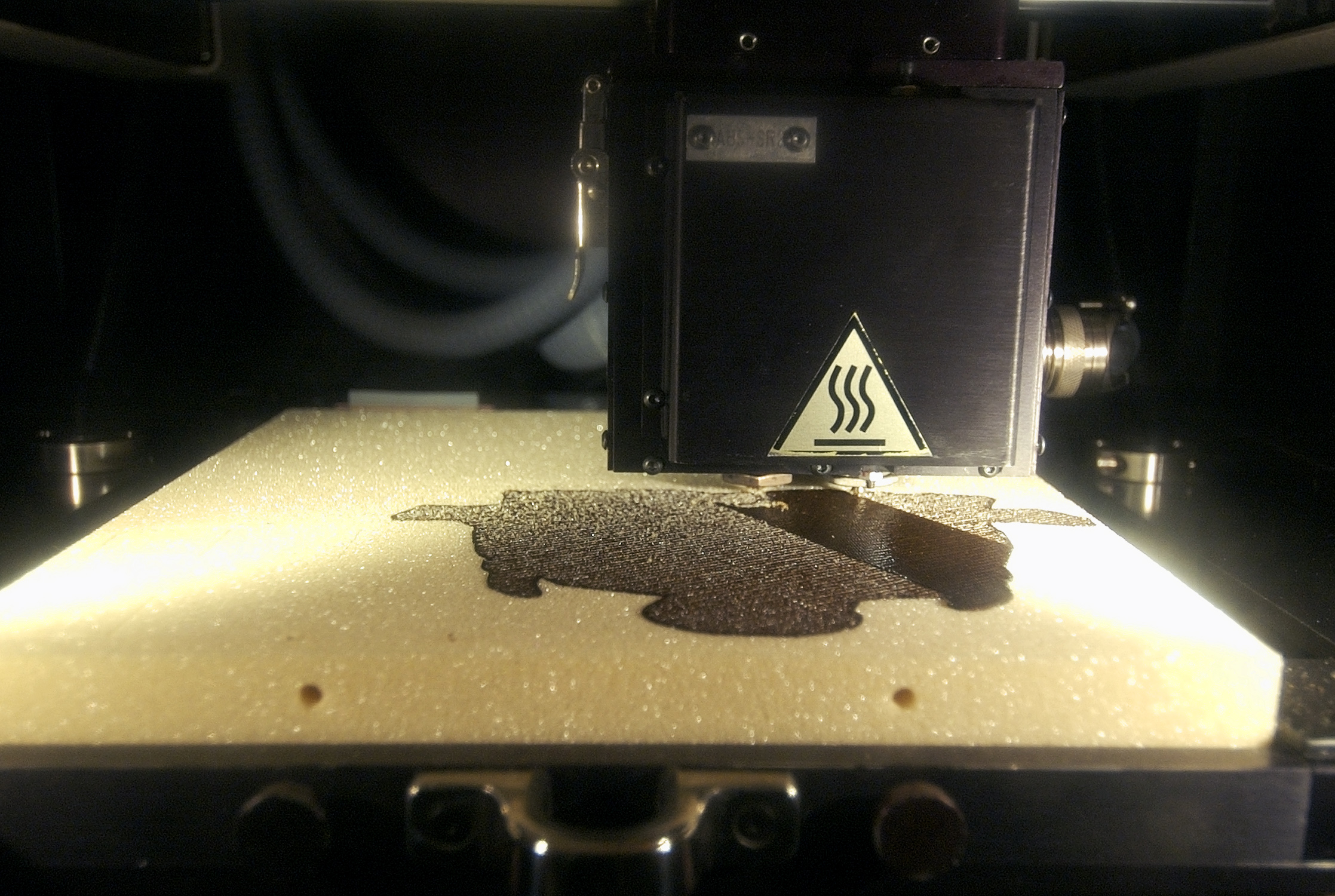
快速成型设备开始生成模型（图中灰色部分）

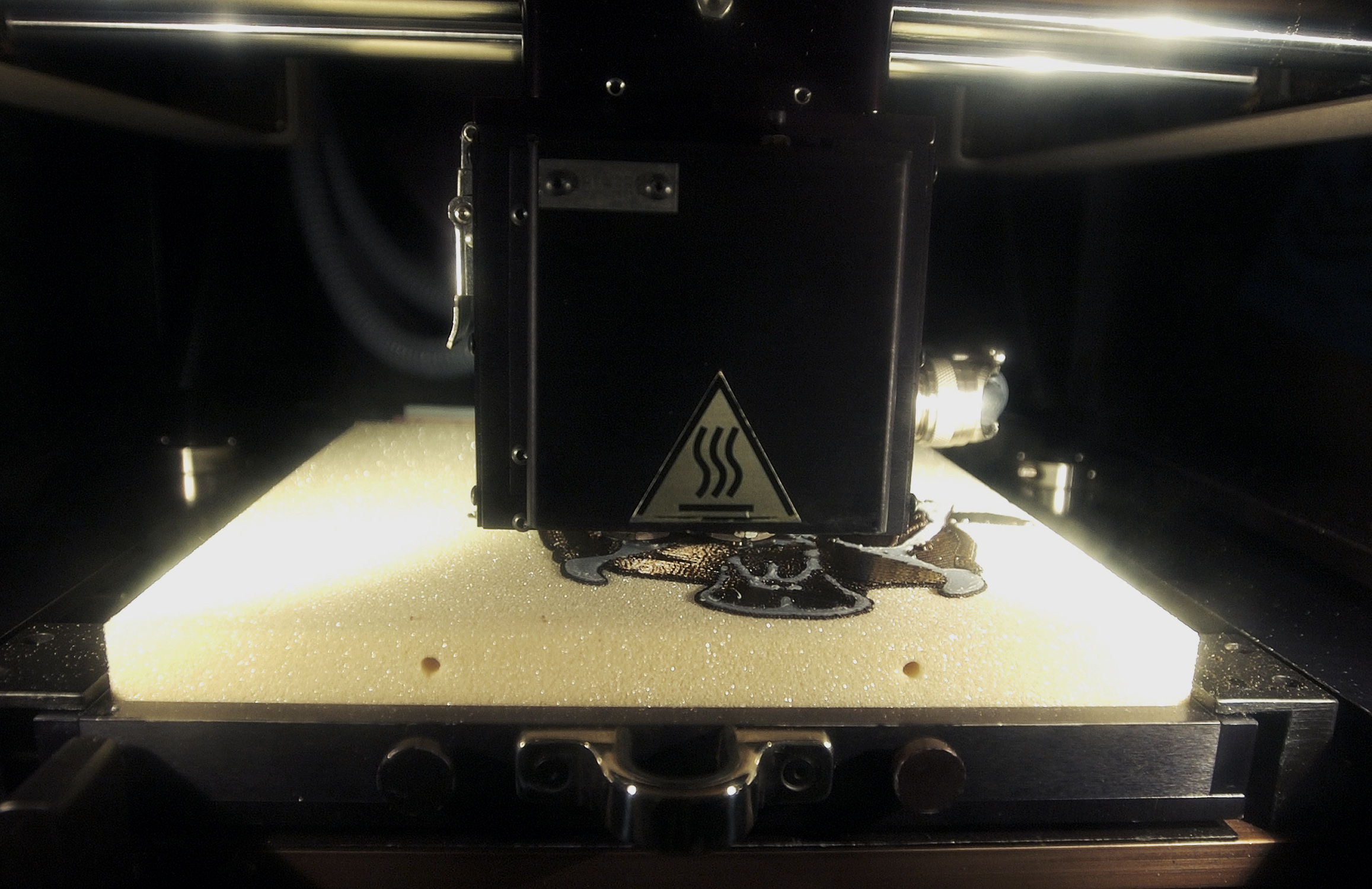
模型逐渐增厚

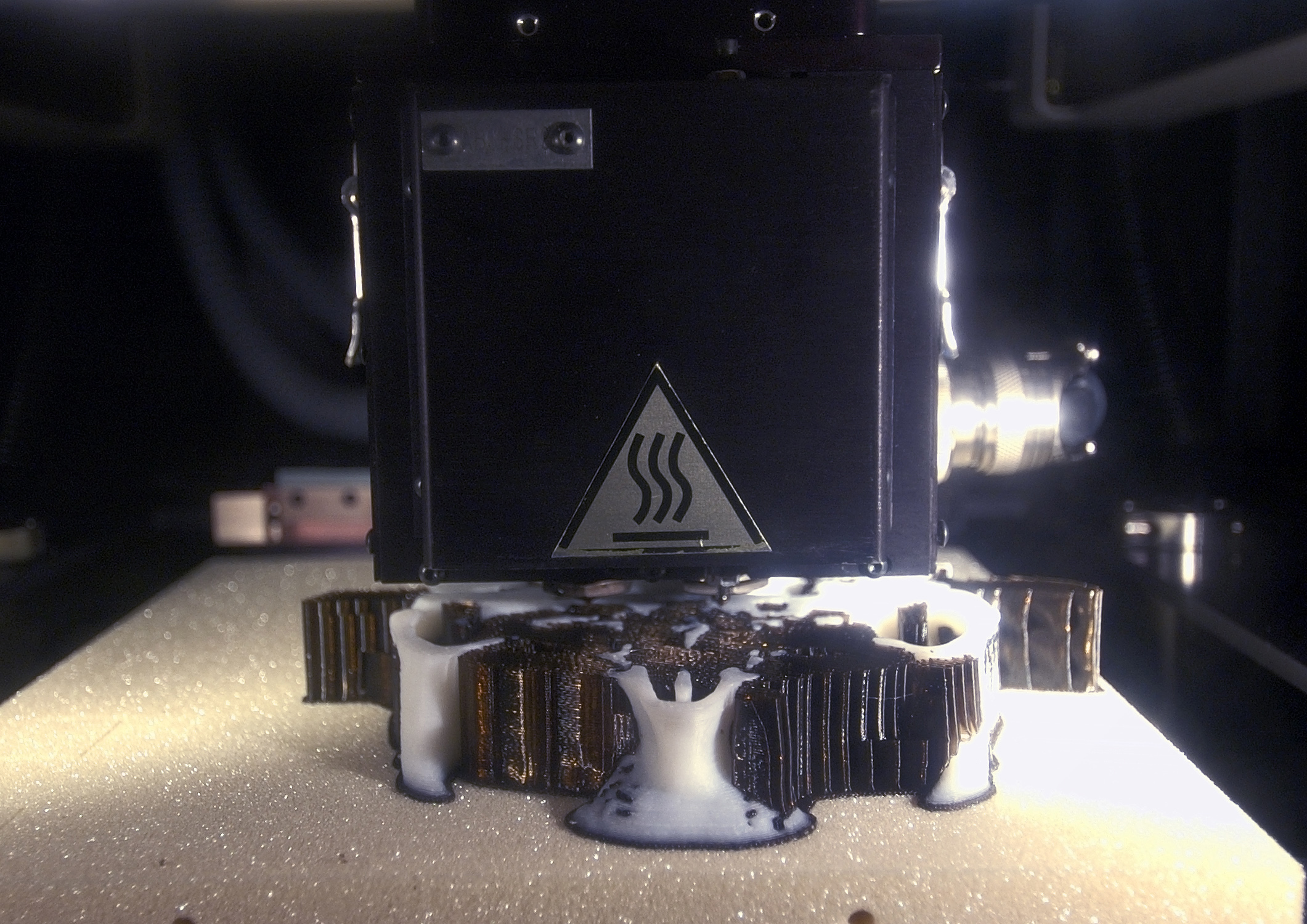
模型完成

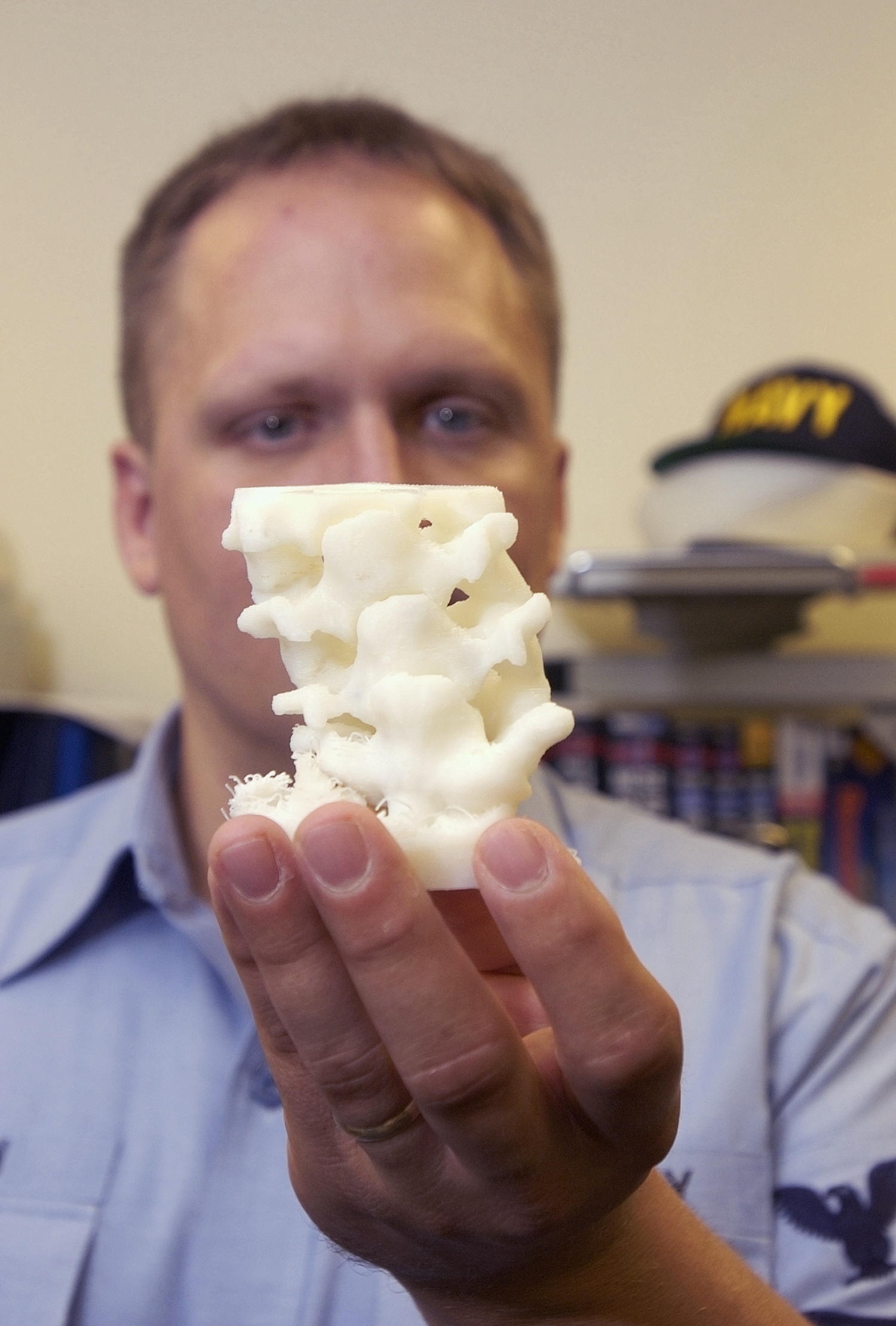
一个完成的模型

尽管快速成型有多种不同工艺技术，但基本原理都和3D列印相同，即将一定厚度的材料反复打印在平台上，循环往复，直到生成整个成型件。按照不同的实现工艺，材料可以是纸张、塑料、金属、陶瓷等各种材料。一个浅显的事例为，尽管纸张看似是二维的，但是由于具有一定厚度，将纸张一层层叠加起来，就能组成三维实体。

### 工艺过程
首先利用三维造型软件建立三维实体造型，再将设计出的实体造型通过快速成型设备的处理软件进行离散与分层，然后将处理过的数据输入设备进行制造，最后还需要进行一定的后处理以得到最终的成品。
- 实体造型的构建：使用快速成型技术的前提是拥有相应模型的CAD数据，这可以利用计算机辅助设计软件如Creo Parametric（Pro/ENGINEER）、SolidWorks、Unigraphics、AutoCAD等创建，或者通过其他方式如激光扫描、 电脑断层扫描，得到点云数据后，也得建立相应的三维实体造型。
- 实体造型的离散处理：由于实体造型往往有一些不规则的自由曲面，加工前要对模型进行近似处理，比如曲线是无法完全实现的，实际制造时需要近似为极细小的直线段来模拟，以方便后续的数据处理工作。由于STL格式文件格式简单实用，目前已经成为快速成型领域的最常用的文件标准，用以和设备进行对接。它将复杂的模型用一系列的微小三角形平面来近似模拟，每个小三角形用 3 个顶点坐标和一个法向量来描述，三角形的大小的选择则决定了这种模拟的精度。
- 实体造型的分层处理：需要依据被加工模型的特征选择合适的加工方向，比如应当将较大面积的部分放在下方。随后成型高度方向上用一系列固定间隔的平面切割被离散过的模型，以便提取截面的轮廓信息。间隔可以小至亚毫米级，间隔越小，成型精度越高，但成型时间也越长。
- 成型加工：根据切片处理的截面轮廓，在计算机控制下，相应的成型头（根据设备的不同，分别为激光头或喷头等）进行扫描，在工作台上一层一层地堆积材料，然后将各层粘结（根据工艺不同，有各自的物理或者化学过程），最终得到原型产品。
- 成型零件的后处理：对于实体中上大下小的部分，一般会设计多余的部分去支撑，把这些废料去除是必须的。另外还可能需要进行打磨、抛光、涂上油漆，或在高温炉中烧结以提高强度。

### 工艺技术
目前已有十余种不同方法，如光固化立体造型（SLA）、层片叠加制造（LOM）、选择性激光烧结（SLS）、熔融沉积造型（FDM）、掩模固化法（SGC）、三维印刷法（3DP）、喷粒法（BPM）等。其中SLA是使用最早和最广泛的技术，约占全部快速成型设备的70％左右。

#### 光固化立体造型（SLA）
自1984年的第一台快速成形设备即采用了光固化立体造型的工艺，现在的快速成型设备中，以SLA的研究最为深入，运用也最为广泛。
该技术以光敏树脂的聚合反应为基础。在计算机控制下的紫外激光，沿着零件各分层截面轮廓，对液态树脂进行逐点扫描，使被扫描的树脂薄层产生聚合反应，由点逐渐形成线，最终形成零件的一个薄层的固化截面，而未被扫描到的树脂保持原来的液态。当一层固化完毕，升降工作台移动一个层片厚度的距离，在上一层已经固化的树脂表面再覆盖一层新的液态树脂，用以进行再一次的扫描固化。新固化的一层牢固地粘合在前一层上，如此循环往复，直到整个零件原型制造完毕。
这种方法的特点是有较高的精度和较好的表面质量，能制造形状特别复杂（如空心零件）和特别精细（如工艺品、首饰等）的零件。

#### 层片叠加制造（LOM）

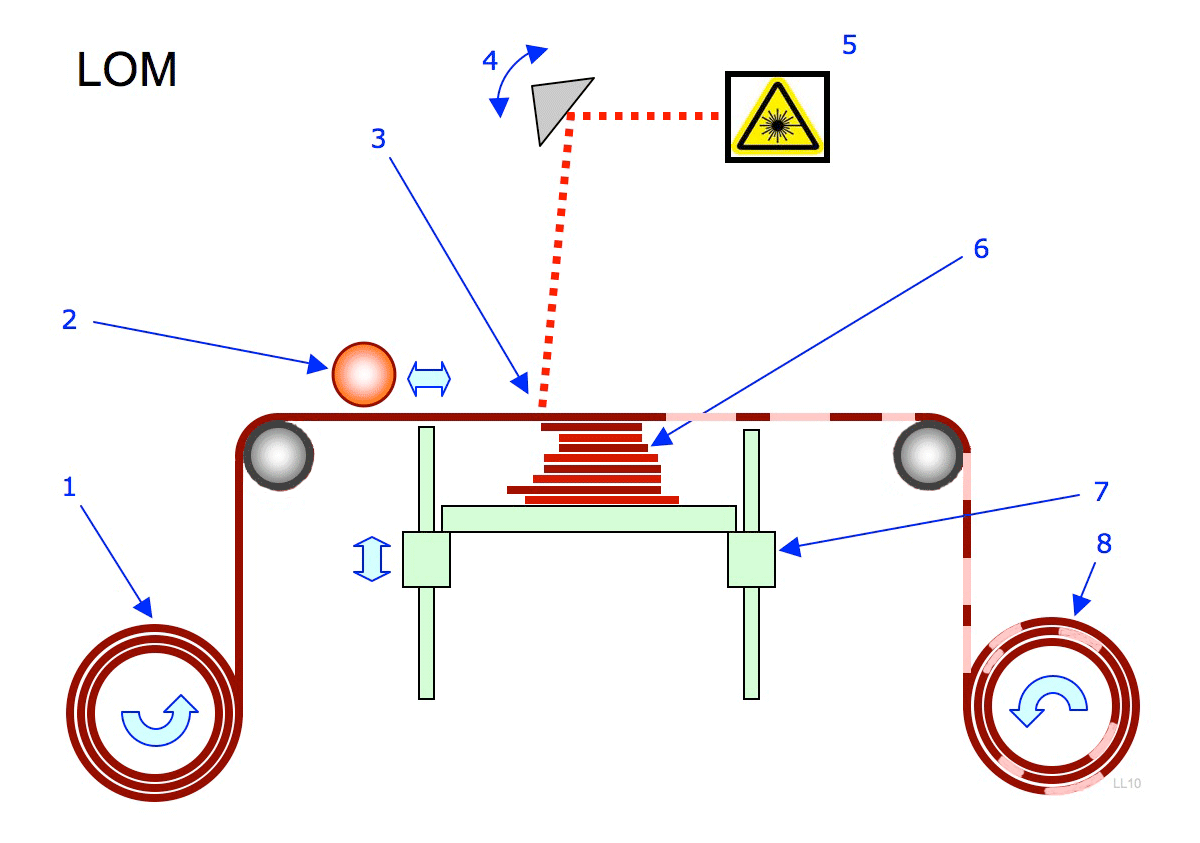
使用LOM工艺生成模型过程的示意图 1.提供箔材 2.热辊 3.激光束 4. 扫描棱镜. 5.激光器 6.生成的实体层 7. 移动平台 8.废料

层片叠加制造工艺是将单面涂有热溶胶（在被加热状态下可产生粘性）的箔材（纸、陶瓷箔、金属箔等）通过热辊加热粘接在一起，位于上方的激光器按照CAD分层模型所获数据，用激光束将箔材切割成所制零件的内外轮廓，然后新的一层箔材再叠加在上面，通过热压装置和下面已切割层粘合在一起，激光束再次切割，在每一层进行切割和粘合的过程，直至整个零件模型制作完成。

#### 选择性激光烧结（SLS）
这种工艺也是以激光器为能量源，通过红外激光束使塑料、蜡、陶瓷、金属或其复合物的粉末均匀地烧结在加工平面上。在工作台上均匀铺上一层很薄（亚毫米级）的粉未作为原料，激光束在计算机的控制下，通过扫描器以一定的速度和能量密度按分层面的二维数据扫描。经过激光束扫描后，相应位置的粉末就烧结成一定厚度的实体片层，未扫描的地方仍然保持松散的粉末状。这一层扫描完毕，随后需要对下一层进行扫描。先根据物体截层厚度而升降工作台，铺粉滚筒再次将粉末铺平，可以开始新一层的扫描。如此反复，直至扫描完所有层面。去掉多余粉末，并经过打磨、烘干等适当的后处理，即可获得零件。目前应用此工艺时，以蜡粉末及塑料粉末作为原料较多，而用金属粉或陶瓷粉进行粘接或烧结的工艺尚未获得实用。

#### 熔融沉积造型（FDM）

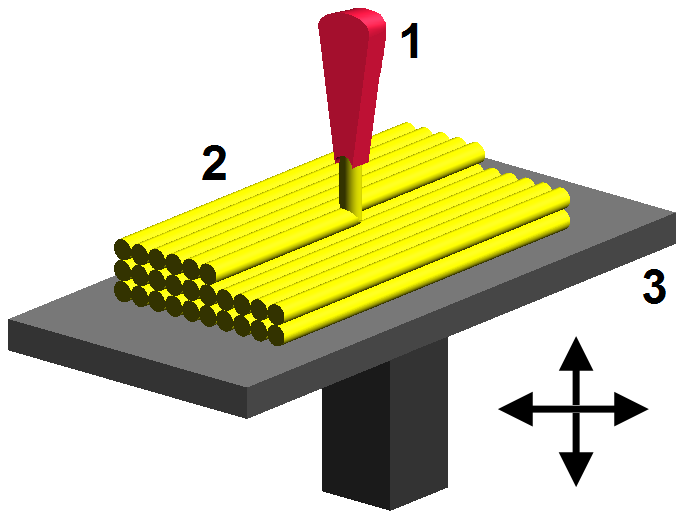
使用FDM工艺生成模型过程的示意图 1.融化的塑料从喷嘴喷出 2.原材料 3.可移动的工作台

1993年美国Stratasys公司开发出了第一台基于熔融沉积造型的设备。将CAD模型分为一层层极薄的截面，生成控制FDM喷嘴移动轨迹的二维几何信息。FDM加热头把热熔性材料（ABS树脂、尼龙、蜡等）加热到临界状态，呈现半流体性质，在计算机控制下，沿CAD确定的二维几何信息运动轨迹，喷头将半流动状态的材料挤压出来，凝固形成轮廓形状的薄层。当一层完毕后，通过垂直升降系统降下新形成层，进行固化。这样层层堆积粘结，自下而上形成一个零件的三维实体。
FDM工艺的关键是保持材料的半流动性。这些材料并没有固定的熔点，需要精确控制其温度。

#### 三维印刷工艺（3DP_Binder Jetting）
三维印刷工艺，也称为三维打印。1989年，美国麻省理工学院的Emanuel M. Sachs和John S. Haggerty等在美国申请了三维印刷技术的专利，之后Emanuel M. Sachs和John S. Haggerty又多次对该技术进行完善，形成了今天的三维印刷快速成型工艺。
通过这个工艺，在每一层粘结完毕后，成型缸下降一个距离（等于层厚），供粉缸上升一段高度，推出多余粉末，并被铺粉辊推到成型缸，铺平并被压实。喷头在计算机控制下，按照下一个截面的二维几何信息进行运动，有选择地喷射粘结剂，最终构成层面。原理和打印机非常相似，即为三维打印这一名称的由来。铺粉辊铺粉时多余的粉末被粉末收集装置收集。如此周而复始地送粉、铺粉和喷射粘结剂，最终完成一个三维粉体的粘结，从而生产制品。
3DP工艺与SLS工艺都是将粉末材料选择性地粘结成为一个整体。其最大的不同之处在于3DP工艺不用将粉末材料熔融，而是通过喷嘴本身会喷出粘合剂，将这些材料粘合在一起。

### 工艺与材料
材料的不同，是不同快速成型工艺间最大的区别之一。材料工艺过程间有很强的联系。对于LOM工艺，其所选择的材料应该是在一定条件下能够互相展合的薄层材料，比如说涂有热熔胶的纸、陶瓷、塑料等。而SLS所选材料的范围非常广泛，材料基本只要满足能在激光作用下进行粘结的条件，这种材料的粉末就可作为原料。常用原料高分子粉末（具有热塑性）、铸造用蜡末粉、金属粉末\以及表面涂有热熔胶的陶瓷粉末等。3DP适用的材料和SLS基本相同。SLA选择的材料和其它工艺都有所不同，大部分工艺的材料均只有物理变化，而SLA则需要化学反应，因此SLA需要选择对激光有较快的吸收和响应速度，以此来保证固化速度。同时为了保证成本的质量，也有固化时收缩小等要求。
| 工艺                                            | 材料                                   |
| ----------------------------------------------- | -------------------------------------- |
| 三维印刷工艺（3D Printing，3DP）                | 塑料等                                 |
| Contour Crafting，CC                            | 混凝土                                 |
| Electron Beam Melting，EBM                      | 金属                                   |
| 熔融沉积造型（Fused Deposition Modeling，FDM）  | ABS树脂、聚碳酸酯                      |
| 层片叠加制造（Laminated Object Modelling，LOM） | 纸、塑料、陶瓷、铝（需要借助于热熔胶） |
| Laser Engineered Net Shaping，LENS              | 金属                                   |
| Laser Cladding                                  | 金属                                   |
| Multi Jet Modeling，MJM                         | 热塑性塑料等                           |
| Polyamidguss                                    | 聚酰胺                                 |
| Selective Laser Melting，SLM                    | 金属，塑料，陶瓷                       |
| 选择性激光烧结（Selected Laser Sintering，SLS） | 热塑性塑料，金属，陶瓷                 |
| Space Puzzle Molding，SPM                       | 塑料                                   |
| 光固化立体造型（Stereolithography，SLA）        | 液态热固性聚合物，弹性体（Elastomer）  |
| Streifenlichtscanning                           | 各种材料                               |

## 特点
- 可生成高复杂度的产品。产品制造过程几乎与零件的复杂程度无关，相比传统制造方式（如铸造），使用快速成型技术可以制作出外形极为复杂的产品，对于传统工艺来说，一些特殊的形状无法完成[7][8]。
- 便于修改，生产迅速。整个生产过程数字化，与CAD模型具有直接的关联，可随时修改数据后进行制造，尤其适用于产品设计阶段的模型制造[8]。
- 固定的制造成本。传统的模型制作往往先需要模具，需要耗费大量时间，且模具的制造成本往往较高。快速成型技术的单个成品制作成本往往高于使用模具进行批量生产的平均成本，但是无需模具的一次性投资，对于只需要小规模生产的情况（比如在新产品开发中的设计模型），使用快速成型技术可以降低成本[4]。
- 固定的的生产效率。使用快速成型技术生产任何产品均使用雷同的材料堆积方式，对某一特定的产品的生产而言可能不是最优的方式。比如，生产时间会随着产品体积的增大而迅速增加[9]。

## 应用

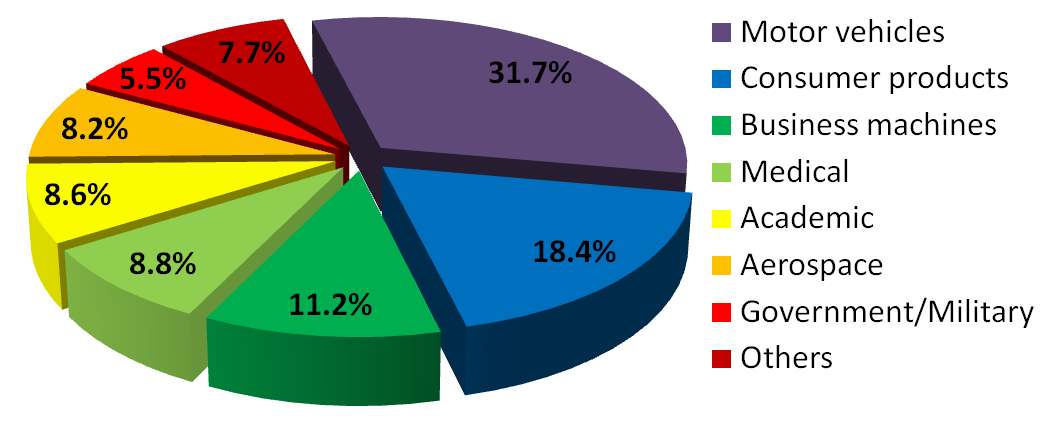
快速成型技术在各领域的应用（2000年）

美国在自动成型技术的研究和使用上处于领先地位，一些著名的高校如麻省理工学院、得克萨斯大学从政府和企业获得了大量经费用以研究，诸多企业也纷纷将设备投入商用。此外，日本、德国、英国等国的高校和企业也在不断研究新的成型技术。现已有2500多套快速成型机分布在世界各地的不同领域，其中尤其广泛应用于汽车工业。

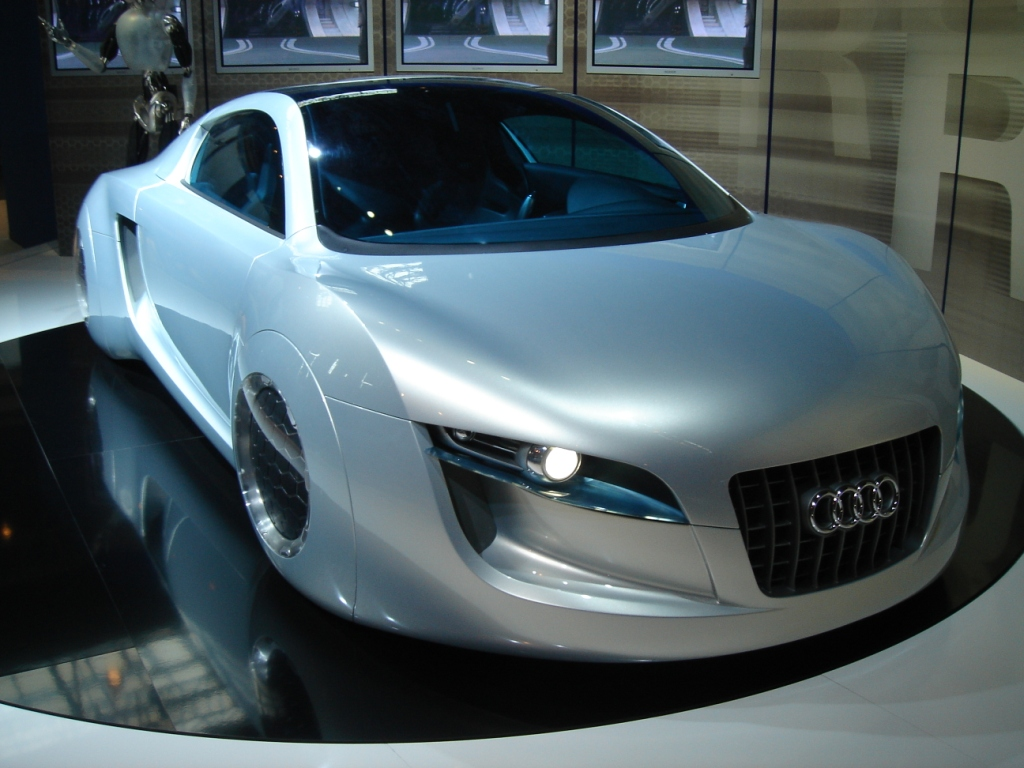
电影《机械公敌》中的奧迪RSQ跑车使用快速成型技术制造 。
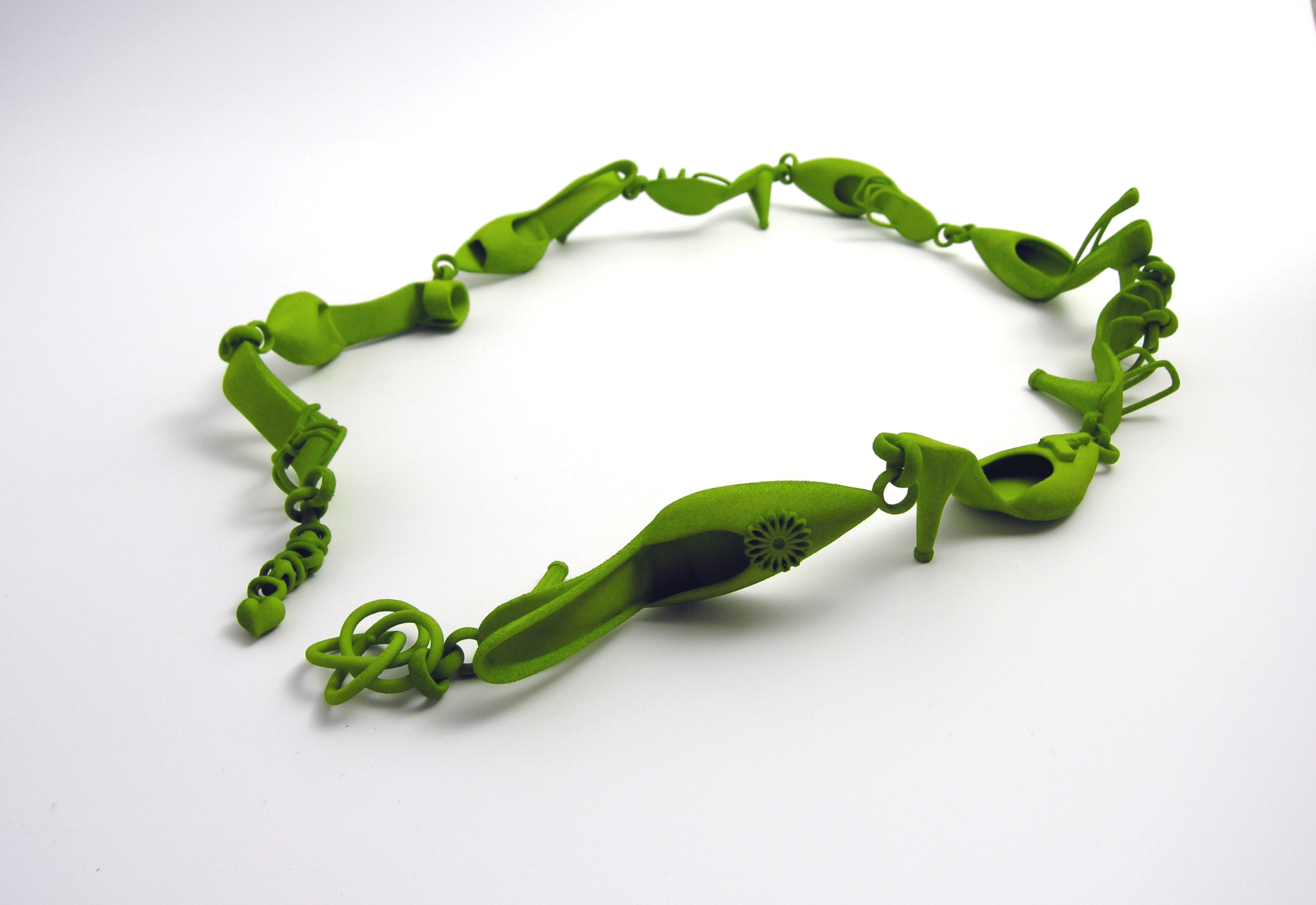
一条限量版项链，以加入了玻璃纤维的尼龙作为原材料。
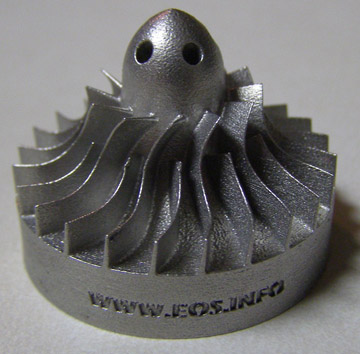
使用3DP工艺制作的涡轮缩小模型

快速成型技术的主要应用可分为：
- 新产品开发过程中的验证。设计师手中的CAD模型，可以通过快速成型技术转换成物理实物模型，方便对设计和功能进行验证，及时发现问题。如果用传统方法，需要经过绘图、工艺设计、模具制造等多个环节，花费较多的时间和较高的成本。对于一些复杂的系统，其可制造性和可装配性用快速成型技术进行检验和设计，可以此类系统的设计制造难度大大降低。对于暂时难以确定生产工艺的复杂零件，可以先行用快速成型技术进行试生产
- 商业交流。通过快速成型设备制造的成品，可以在产品商品化的过程中作为产品向客户提供，或者进行市场宣传等。快速成型技术已成为并行工程和敏捷制造的一种技术途径，使用快速成型技术制造的一些样品经常在展览会上出现。
- 小批量零件和特殊复杂零件的直接生产。对于小批量生产，采用快速成型技术可节约制作模具的时间和成本，或者制作一些复杂的零件。比如对于高分子材料的零部件，可用高强度的工程塑料直接快速成型。对于复杂金属零件，可通过快速铸造或直接金属件成型获得。同时现代生产有更新换代快、批量越来越小的发展趋势。运用快速制造技术生成的原型，可以通过其他设备转换成各种快速模具，如低熔点的合金模、硅胶模、金属冷喷模、陶瓷模具等，用以进行中小批量零件的生产。例如奧迪RSQ是为了电影而特制，其制造过程有别于传统批量生产方式，采用了快速成型技术制造，车身由德国库卡公司的工业机器人一次性完成[3]。

## 相关文献
- 韩霞. . 北京: 机械工业出版社. 2012. ISBN 978-7-111-37057-4.
- Andreas Gebhardt. . 慕尼黑: Hanser Verlag. 2000. ISBN 3-446-21242-6 （德语）.
- Andreas Neef、Klaus Burmeister等. . 汉堡: Murmann Verlag. 2005. ISBN 3-938017-39-2 （德语）.
- Westkämper Engelbert、Bohnet Jens. . 柏林: Springer. 2007. ISBN 978-3-540-69879-1 （德语）.